# John le Carré
David John Moore Cornwell (19 tháng 10 năm 1931 – 12 tháng 12 năm 2020), được biết đến với bút danh John le Carré (/ləˈkæreɪ/), là một nhà văn người Anh viết truyện trinh thám. Trong những năm 1950 và 1960, ông làm việc cho cả MI5 (Cơ quan an ninh nội địa và phản gián) và MI6 (Cục Tình báo mật) của  Vương quốc Liên hiệp Anh và Bắc Ireland. Cuốn tiểu thuyết thứ ba của ông, The Spy Who Came in the Cold (1963), trở thành cuốn sách bán chạy nhất quốc tế và vẫn là một trong những tác phẩm nổi tiếng nhất của ông. Sau thành công của cuốn tiểu thuyết này, ông rời MI6 để có nhiều thời giờ trong sự nghiệp văn chương. Một số cuốn sách của ông đã được chuyển thể thành phim và truyền hình, bao gồm The Constant Gardener, Tinker Tailor Soldier Spy và The Night Manager. Năm 2011, ông được trao Huy chương Goethe.
Năm 2020, ông đạt được giải Olof Palme vì đóng góp cho cuộc đấu tranh cho tự do, dân chủ và công bằng xã hội.

## Tiểu sử
Ông sinh ngày 19 tháng 10 năm 1931 tại Poole, Dorset, Anh. Cha của ông là Ronald Thomas Archibald (Ronnie) Cornwell (1906 - 1975), và mẹ ông là Olive Moore Cornwell (nhũ danh Graffitisey, sinh năm 1906). Anh trai của ông, Anthony Cornwell (1929 - 2017), một giám đốc quảng cáo và cựu vận động viên cricket, sống ở Mỹ. Em gái cùng cha khác mẹ của ông là nữ diễn viên Charlotte Cornwell. Em trai cùng cha khác mẹ của ông, Rupert Cornwell, là cựu trưởng văn phòng Washington cho báo The Independent. Cornwell nói rằng, ông ta không biết mẹ mình, người đã bỏ rơi ông ta khi ông ta năm tuổi, cho đến khi gặp lại ông lại khi ông 21 tuổi. Cha của ông đã bị bỏ tù vì tội gian lận bảo hiểm, và liên tục bị mắc nợ. Cha ông cũng là một cộng sự của cặp song sinh Kray, 2 tội phạm nổi tiếng nước Anh vào những năm 1950 và 1960. Mối quan hệ giữa Cornwell với cha mình rất khó khăn. Một người viết tiểu sử về ông tường thuật, "Cha của ông ta, Ronnie, đã làm và mất tài sản của mình nhiều lần do những mánh khóe và mưu đồ đã đưa ông ta vào tù ít nhất một lần. Đây là một trong những yếu tố dẫn đến niềm đam mê về những điều bí mật của le Carré."
Rick Pym, cha của Magnus Pym, một kẻ lừa đảo mưu mô trong tác phẩm A Perfect Spy của ông đã dựa vào Ronnie. Khi cha ông qua đời năm 1975, Cornwell đã trả tiền cho một dịch vụ tang lễ tưởng niệm nhưng không tham dự.
Việc học của Cornwell bắt đầu tại Trường mẫu giáo St Andrew, gần Pangbourne, Berkshire, và tiếp tục tại Trường Sherborne. Ông tỏ ra không hài lòng với lối dạy khắc nghiệt ở trường tư ở Anh thường ngày và không thích người quản lý kỷ luật của mình, Thomas, và đã rời khỏi trường.
Từ 1948 đến 1949, ông học ngoại ngữ tại Đại học Bern ở Thụy Sĩ. Năm 1950, ông gia nhập Quân đoàn Tình báo của Quân đội Anh đồn trú tại Áo, làm công việc thẩm vấn tiếng Đức những người trốn khỏi Bức màn sắt sang Tây Âu. Năm 1952, ông trở về Anh để học tại Đại học Lincoln, Oxford, nơi ông làm việc ngầm cho MI5 để do thám các nhóm cực tả và thu thập thông tin về các điệp viên Liên Xô.
Khi cha ông tuyên bố phá sản vào năm 1954, Cornwell rời Oxford để giảng dạy tại Trường dự bị Millfield; tuy nhiên, một năm sau, ông trở lại Oxford và tốt nghiệp năm 1956 với bằng hạng nhất về ngôn ngữ hiện đại. Sau đó, ông dạy tiếng Pháp và tiếng Đức tại Eton College trong hai năm, rồi trở thành sĩ quan MI5 vào năm 1958. Ông quản lý các đặc vụ, tiến hành thẩm vấn, nghe trộm các đường dây điện thoại và tổ chức các vụ xâm nhập. Được khuyến khích bởi Lord Clanmorris (người đã viết tiểu thuyết tội phạm John Bingham), và trong khi là một sĩ quan MI5 tích cực, Cornwell bắt đầu viết tiểu thuyết đầu tiên của mình, Call for the Dead (1961). Cornwell xác nhận rằng chính Lord Clanmorris là một trong hai hình mẫu cho nhân vật George Smiley, lãnh đạo của The Circus (hay còn gọi là Circus), một cơ quan tình báo hư cấu trong tác phẩm dựa trên MI6, người còn lại là Vivian HH Green. Khi còn là một học sinh, Cornwell lần đầu gặp Green, khi Green dạy tại Trường Shertern (1942-51). Tình bạn tiếp tục sau khi Green chuyển đến Lincoln College, nơi ông dạy kèm Cornwell.
Năm 1960, Cornwell chuyển sang làm việc cho MI6, dưới vỏ bọc Bí thư thứ hai tại Đại sứ quán Anh tại Bonn; sau đó ông được chuyển đến Hamburg làm việc như là một cố vấn chính trị. Tại đây, ông đã viết truyện trinh thám A Murder of Quality (1962) và The Spy Who Came in the Cold (1963), với bút danh "John le Carré" (le Carré trong tiếng Pháp có nghĩa là "hình vuông"), việc sử dụng bút danh hay tên giả là một việc bắt buộc vì các viên chức của Bộ Ngoại giao bị cấm xuất bản tác phẩm dưới tên thật của họ.
Trong năm 1964, sự nghiệp hoạt động tình báo của le Carré chấm dứt do sự phản bội của các gián điệp nằm vùng của Anh trong KGB, như Kim Philby, gián điệp hai mang khét tiếng trong lịch sử tình báo Anh (một trong 5 nhân vật trong Bộ Ngũ Cambrige - Cambridge Five). Từ đó, ông rời khỏi MI6 để làm một nhà văn toàn thời gian. Le Carré khắc họa và phân tích Philby là kẻ phản bội đẳng cấp "thượng hạng", với bí danh là "Gerald" trong KGB, tên gián điệp mà George Smiley săn lùng trong tác phẩm Tinker Tailor Soldier Spy (1974) của ông.

## Giải thưởng
Năm 1998, ông được trao bằng danh dự (Tiến sĩ Văn chương) từ Đại học Bath. Năm 2008, ông được trao bằng tiến sĩ danh dự của Đại học Berne. Năm 2012, ông được Đại học Oxford trao tặng bằng danh dự Tiến sĩ Văn chương.
Năm 1964, le Carré đạt được giải thưởng Somerset Maugham (được thành lập để cho phép các nhà văn Anh dưới 35 tuổi làm giàu khả năng văn chương của họ bằng cách dành thời gian ở nước ngoài).
Năm 2008, The Times xếp ông ở vị trí thứ 22 trong danh sách "50 nhà văn vĩ đại nhất của Anh kể từ năm 1945".
Năm 2011, anh đã giành được Huy chương Goethe, một giải thưởng hàng năm do Viện Goethe trao tặng.
John le Carré đạt được giải Olof Palme 2020 vì đóng góp cho cuộc đấu tranh cho tự do, dân chủ và công bằng xã hội. Ông đã tặng toàn thể tiền thưởng của mình là 100.000 USD cho tổ chức Bác sĩ không biên giới.